# Makedonci u Hrvatskoj
Makedonci u Hrvatskoj (mak. Македонци во Хрватска) su jedna od 22 priznate nacionalne manjine Hrvatske.
Prema popisu stanovništva iz 2011. godine u Hrvatskoj živi 4138 Makedonaca, od čega najviše u Gradu Zagrebu. Na popisu iz 2021. godine u Hrvatskoj je živjelo 3555 Makedonaca.

## Doprinos Makedonaca Hrvatskoj
- bugarije (bugarski vrtovi) – doseljenici su bili i iz Bugarske i iz Makedonije, a Makedonce ondašnji izvori uglavnom bilježe pod imenom Bugarâ

## Kretanje broja Makedonaca
| Službeni naziv Hrvatske           | Godina | Broj Makedonaca |
| --------------------------------- | ------ | --------------- |
| –                                 | 1931.  | 1000            |
| Narodna Republika Hrvatska        | 1948   | 1387            |
| Narodna Republika Hrvatska        | 1953.  | 2414            |
| Narodna Republika Hrvatska        | 1961.  | 4381            |
| Socijalistička Republika Hrvatska | 1971.  | 5625            |
| Socijalistička Republika Hrvatska | 1981.  | 5362            |
| Republika Hrvatska                | 1991.  | 6280            |
| Republika Hrvatska                | 2001.  | 4138            |
| Republika Hrvatska                | 2011.  | 4138            |
| Republika Hrvatska                | 2021.  | 3555            |
| (Statistički zavod Hrvatske)      |        |                 |

## Popis stanovništva 2001. godine
| Županija                          | Makedonaca | Ukupni postotak |
| --------------------------------- | ---------- | --------------- |
| Grad Zagreb                       | 1315       | 30,80 %         |
| Primorsko-goranska                | 489        | 11,46 %         |
| Istarska                          | 454        | 10,63 %         |
| Splitsko-dalmatinska]             | 387        | 9,07 %          |
| Osječko-baranjska                 | 311        | 7,29 %          |
| Zagrebačka                        | 190        | 4,46 %          |
| Sisačko-moslavačka                | 125        | 2,93 %          |
| Vukovarsko-srijemska              | 124        | 2,91 %          |
| Zadarska                          | 122        | 2,86 %          |
| Dubrovačko-neretvanska            | 109        | 2,56 %          |
| Bjelovarsko-biogorska             | 93         | 2,18 %          |
| Karlovačka                        | 90         | 2,11 %          |
| Brodsko-posavska                  | 75         | 1,76 %          |
| Varaždinska                       | 66         | 1,55 %          |
| Šibensko-kninska                  | 63         | 1,48 %          |
| Požeško-slavonska                 | 60         | 1,41 %          |
| Virovitičko-podravska             | 54         | 1,27 %          |
| Koprivničko-križevačka            | 51         | 1,20 %          |
| Krapinsko-zagorska                | 48         | 1,13 %          |
| Ličko-senjska                     | 23         | 0,54 %          |
| Međimurska                        | 21         | 0,50 %          |
| Ukupno                            | 4270       | 100 %           |
| (Popis stanovništva 2001. godine) |            |                 |

## Poznati Makedonci
- Mihajlo Arsovski, pionir hrvatskog grafičkog dizajna i jedan od najvećih hrvatskih dizajnera
- Ljupka Dimitrovska, hrvatsko-makedonska pjevačica zabavne glazbe
- Ljiljana Nikolovska, hrvatsko-makedonska pjevačica
- Angel Palašev, glumac
- Aki Rahimovski, hrvatsko-makedonski pjevač
- Kostadinka Velkovska, hrvatska kazališna, televizijska i filmska glumica makedonskog podrijetla

## Vanjske poveznice
- Matica Makedonaca u Hrvatskoj[neaktivna poveznica]
- Vijeće makedonske nacionalne manjine grada Zagreba  Arhivirana inačica izvorne stranice od 2. ožujka 2009. (Wayback Machine)